# Georges Roy
Pour les articles homonymes, voir Roy.
Georges Roy, né le 28 septembre 1927 à Québec, dans la province de Québec au Canada, où il meurt le 16 décembre 2010,, est un joueur professionnel canadien de hockey sur glace.

## Carrière de joueur
Joueur ayant évolué la majeure partie de sa carrière au Québec dans les rangs semi-professionnels et professionnels, il a longtemps joué pour les Saguenéens de Chicoutimi, dans la puissante Ligue de hockey senior du Québec, alors que la Ligue nationale de hockey ne comptait que six équipes.
Par la suite, il joue une saison avec les As de Québec en 1959-1960 faisant le saut dès la saison suivant dans l'Eastern Professional Hockey League. Il y évolue quelques saisons, entrecoupées de séjours chez les Castors de Sherbrooke en tant que joueur, entraîneur puis directeur gérant.
Il meurt, à l'âge de 83 ans, à Québec, sa ville natale, le 16 décembre 2010.

## Statistiques
| Saison    | Équipe                             | Ligue |    | Saison régulière | Saison régulière | Saison régulière | Saison régulière | Saison régulière |   | Séries éliminatoires | Séries éliminatoires | Séries éliminatoires | Séries éliminatoires | Séries éliminatoires |
| Saison    | Équipe                             | Ligue | PJ | B                | A                | Pts              | Pun              | PJ               | B | A                    | Pts                  | Pun                  |                      |                      |
| 1948-1949 | Saint-François de Sherbrooke       | LHSQ  | 54 | 9                | 10               | 19               | 84               | -                | - | -                    | -                    | -                    |                      |                      |
| 1949-1950 | Saguenéens de Chicoutimi           | LHSQ  | 50 | 8                | 16               | 24               | 66               | -                | - | -                    | -                    | -                    |                      |                      |
| 1950-1951 | Saguenéens de Chicoutimi           | LHSQ  | 58 | 17               | 24               | 41               | 109              | 6                | 1 | 0                    | 1                    | 13                   |                      |                      |
| 1951-1952 | Saguenéens de Chicoutimi           | LHSQ  | 57 | 10               | 23               | 33               | 123              | -                | - | -                    | -                    | -                    |                      |                      |
| 1952-1953 | Saguenéens de Chicoutimi           | LHSQ  | 54 | 5                | 27               | 32               | 73               | -                | - | -                    | -                    | -                    |                      |                      |
| 1953-1954 | Saguenéens de Chicoutimi           | LHQ   | 72 | 13               | 45               | 58               | 121              | -                | - | -                    | -                    | -                    |                      |                      |
| 1954-1955 | Saguenéens de Chicoutimi           | LHQ   | 59 | 11               | 28               | 39               | 130              | -                | - | -                    | -                    | -                    |                      |                      |
| 1955-1956 | Saguenéens de Chicoutimi           | LHQ   | 64 | 14               | 27               | 41               | 132              | -                | - | -                    | -                    | -                    |                      |                      |
| 1956-1957 | Saguenéens de Chicoutimi           | LHQ   | 67 | 14               | 33               | 47               | 159              | -                | - | -                    | -                    | -                    |                      |                      |
| 1957-1958 | Saguenéens de Chicoutimi           | LHQ   | 64 | 12               | 43               | 55               | 102              | -                | - | -                    | -                    | -                    |                      |                      |
| 1958-1959 | Saguenéens de Chicoutimi           | LHQ   | 62 | 11               | 45               | 56               | 104              | -                | - | -                    | -                    | -                    |                      |                      |
| 1959-1960 | As de Québec                       | LAH   | 63 | 6                | 13               | 19               | 161              | -                | - | -                    | -                    | -                    |                      |                      |
| 1960-1961 | Thunderbirds de Sault-Sainte-Marie | EPHL  | 13 | 0                | 2                | 2                | 25               | -                | - | -                    | -                    | -                    |                      |                      |
| 1961-1962 | Cougars de Victoria                | WHL   | 4  | 0                | 2                | 2                | 2                | -                | - | -                    | -                    | -                    |                      |                      |
| 1962-1963 | Checkers de Charlotte              | EHL   | 68 | 10               | 51               | 61               | 77               | -                | - | -                    | -                    | -                    |                      |                      |
| 1964-1965 | Blades de New Haven                | EHL   | 8  | 0                | 2                | 2                | 0                | -                | - | -                    | -                    | -                    |                      |                      |
| 1967-1968 | Jets de Johnstown                  | EHL   | 62 | 5                | 34               | 39               | 202              | 3                | 0 | 0                    | 0                    | 4                    |                      |                      |
| 1968-1969 | Dixie Flyers de Nashville          | EHL   | 3  | 0                | 2                | 2                | 4                | -                | - | -                    | -                    | -                    |                      |                      |